# Le Prix de l'excellence
Le Prix de l'excellence (titre original anglais : In Search of Excellence) est un livre  de management de Thomas Peters et Robert Waterman publié en 1983.
Les huit attributs des meilleures entreprises :
1. Elles ont le parti pris de l'action.
2. Elles restent à l'écoute du client.
3. Elles favorisent l'autonomie et l'esprit novateur.
4. Elles fondent la productivité sur la motivation du personnel.
5. Elles se mobilisent autour d'une valeur clé.
6. Elles s'en tiennent à ce qu'elles savent faire.
7. Elles préservent une structure simple et légère.
8. Elles allient souplesse et rigueur.